# قماش صيني
القماش الصينيّ هو قماش مبرد، مصنوع في الأصل من القطن بنسبة 100٪. أكثر العناصر المصنوعة منه شيوعاً، هي البناطيل، والتي تسمى البناطيل الصينية.

## التسمية
سمي بهذا الاسم لأن القماش كان يُصنع أصلاً في الصين، ولهذا سميت البناطيل المصنوعة منه بالبناطيل الصينية.